# Кишмахов, Руслан Мухадинович
Русла́н Мухади́нович Кишма́хов (род. 11 сентября 1979, Псыж, Карачаево-Черкесская Республика) — российский самбист и дзюдоист, призёр чемпионатов России по самбо и дзюдо, чемпион Европы по самбо и дзюдо, чемпион мира по самбо, Заслуженный мастер спорта России по самбо и дзюдо. Участник летних Олимпийских игр 2008 года в Пекине.

## Биография
Тренировался у Вячеслава Пчелкина. Окончил юридический факультет Ставропольского аграрного университета и факультет физической культуры Ставропольского государственного университета.
На Олимпийских играх в Пекине добрался до четвертьфинала, где проиграл Дмитрию Драгину из Франции. В утешительной схватке проиграл Галю Екутиэлю из Израиля и выбыл из дальнейшей борьбы.
Оставил большой спорт в 2012 году.

## Спортивные достижения

### Дзюдо
- Чемпионат России по дзюдо 1999 года — ;
- Чемпионат России по дзюдо 2003 года — ;

### Самбо
- Чемпионат России по самбо 1999 года — ;
- Чемпионат России по самбо 2000 года — ;